# Бедринець чужоземний
Бедринець чужоземний, бедринець іноземний (Pimpinella peregrina) — вид квіткових рослин родини окружкових (Apiaceae).

## Біоморфологічна характеристика
Це дворічна рослина 20–100 см заввишки. Стебло не здерев'яніле, суцільне, дрібно смугасте, гіллясте, облиствене, тільки при онові запушене довгими волосками, відігнутими назад. Нижні листки перисті або двічі перисті; сегменти клиноподібно-або серцеподібно-яйцеподібні, 10–17 см завдовжки, надрізано-зубчасті; верхні листки 2–3-розсічені на клиноподібно-ланцетні або лінійні часточки. Парасольки з 10–25 променями, 1.5–2 см у діаметрі. Квітки білі. Плід дрібний, майже кулястий, щетинистий з розлогими волосками.

## Поширення
Лівія, Європа, Західна й Центральна Азія.
В Україні вид зростає у сухих і кам'янистих місцях — у Криму (Євпаторія, Сімферополь, ПБК), досить рідко.